# Turbo-Taste

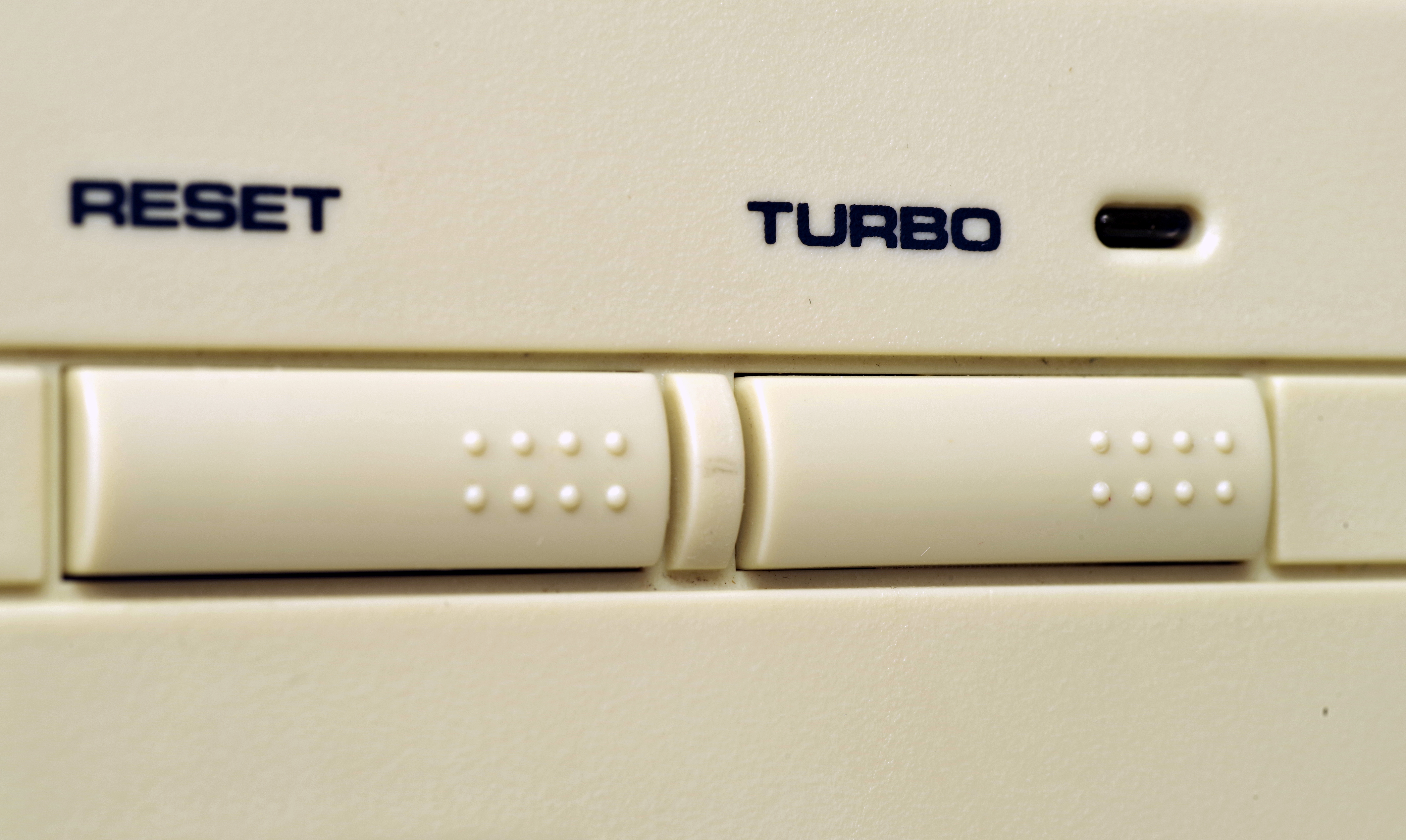
Turbo-Taste an einem PC-Gehäuse

Die Turbo-Taste ermöglichte bei PCs der 8086er- bis Pentium-1-Ära eine manuelle Änderung der Prozessor-Taktfrequenz durch den Nutzer. Dies ließ sich jederzeit im laufenden Betrieb vornehmen.
Meist wurde im Nicht-Turbo-Modus die Taktfrequenz auf 1⁄2 oder 1⁄3 des normalen Wertes abgesenkt, häufig auf die Frequenz des ISA-Busses. Zusätzlich konnte der Level-1-Cache abgeschaltet oder die Taktfrequenz des Front Side Bus verringert werden.
Da der schnelle Turbo-Modus eigentlich der vorgesehene normale Betriebsmodus der CPU war, war die Turbo-Taste technisch keine Möglichkeit zum Beschleunigen, sondern eine solche zum Abbremsen. Als „Beschleuniger“ ließ sie sich aber viel besser vermarkten. Diese Fehlbezeichnung führte oftmals zu Verwirrung, da einige Hersteller sich entschieden, ihre Computer mit der regulären Taktfrequenz starten zu lassen (das Drücken der Turbo-Taste verlangsamte in diesem Fall den Takt), während andere standardmäßig mit der verlangsamten Taktfrequenz starteten und der Turbo-Taste so eine ihrem Namen entsprechende Funktion (Beschleunigung) zukam.

## Anwendung
Eingeführt wurde die Turbo-Taste mit der 8-MHz-Variante des IBM PC, um ihre Arbeitsgeschwindigkeit auf diejenige des ersten 8086-Prozessors mit 4,77 MHz Taktfrequenz drosseln zu können. Erforderlich war dies für ältere Spiele, die auf den neueren Computern mitunter unspielbar schnell liefen, da beispielsweise Verzögerungsschleifen zu schnell abgearbeitet wurden. Die Turbo-Taste half diesem Problem ab, bis der Intel 80386 erschien, der auch im langsamen Modus schon deutlich schneller (beispielsweise im Turbo mit 25 MHz und ohne mit 8,33 MHz) arbeitete als der ursprüngliche IBM PC. Daher musste zunehmend auf Softwareseite für die korrekte Spielgeschwindigkeit gesorgt werden, etwa durch Softwarebremsen.
Heute orientieren sich solche Anwendungen an der Echtzeituhr des Systems und laufen unabhängig vom Prozessortakt immer gleich schnell.

## Technische Ausführung

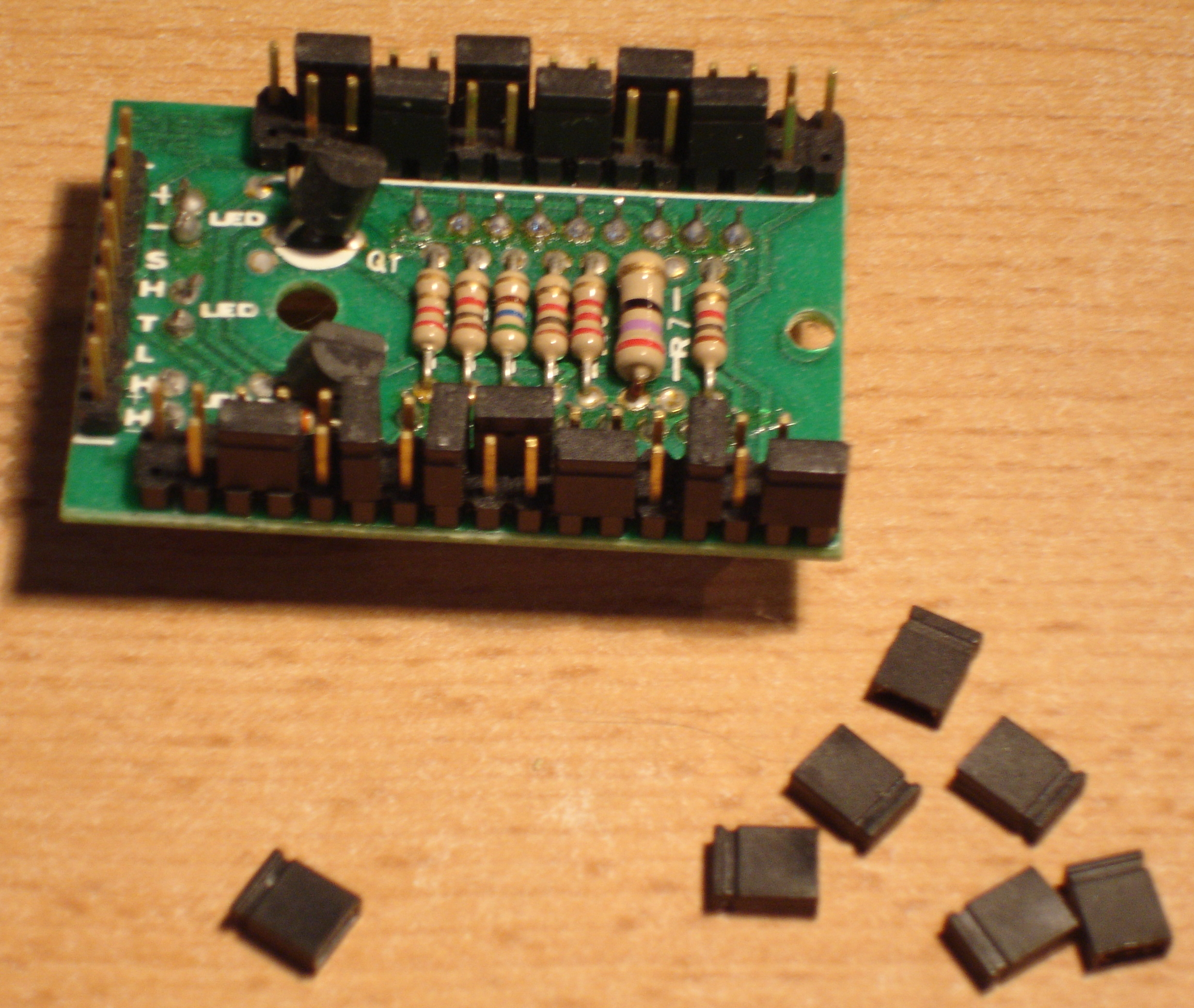
Rückseite der Leiterplatte mit Siebensegmentanzeige und Jumper

Mechanisch ist die Turbo-Taste meist als Rastschalter ausgeführt. Die Buchse für den Anschluss an die Hauptplatine ist dreipolig, der Stecker an der Hauptplatine mitunter nur zweipolig. Dann entscheidet die Steckrichtung, bei welcher Schalterstellung der Turbo aktiviert bzw. deaktiviert ist. Einige 286er-Hauptplatinen boten gleich mehrere umschaltbare Taktfrequenzen, beispielsweise 6/8/10/12 MHz, die durch wiederholtes Drücken der Taste durchgeschaltet wurden.
Im einfachsten Fall wurde der Turbo-Modus durch eine leuchtende LED signalisiert, häufiger jedoch durch eine Siebensegmentanzeige, die entweder die Kürzel LO oder HI (für low clock bzw. high clock) zeigte oder direkt die aktuelle Taktfrequenz als Zahl – dies war jedoch kein gemessener Wert, sondern ein vorgegebenes Anzeigemuster für die jeweilige Schalterstellung, das durch Jumper in der Anzeigeeinheit konfiguriert werden konnte.

## Spätere Ausführungen
Ab etwa dem Intel Pentium wurde die Turbo-Taste technisch entbehrlich, weil es für das Absenken des Taktes kaum noch Gründe gab oder (zunächst nur in mobilen Geräten) die Taktfrequenz bedarfsabhängig automatisch geregelt wurde (SpeedStep ab Pentium III). Dennoch wurden PCs noch eine Zeit lang aus Marketinggründen damit ausgestattet, da „kein Turbo“ von Teilen der Kundschaft als „kann nur langsam“ hätte aufgefasst werden können. Die Frequenzanzeigen dieser späteren Turbo-Tasten zeigten darüber hinaus nicht mehr die gewählte Taktfrequenz an, sondern eine durch Benchmarking ermittelte symbolische Vergleichsfrequenz als Angabe der Gesamtleistung, die deutlich über der tatsächlichen Taktfrequenz lag und damit technisch unsinnig war.